# 庄川村
庄川村（しょうがわむら）とは、新潟県南蒲原郡にあった村。1934年2月1日、隣接する同郡見附町に編入された。

## 沿革
- 1889年4月17日 - 町村制施行に伴い、後の庄川村の領域に以下の3村が成立する。（以下に示す村はすべて南蒲原郡に属する）
  - 庄川村，庄川新田村，堀溝村　→　庄川村
  - 山崎興野村，島切窪村，石地村　→　外通村
  - 杉沢村は単独で町村制下の村に移行。
- 1901年11月1日 - 庄川村、外通村、杉沢村の3村が合併し、新たに庄川村成立。
- 1934年2月1日 - 見附町に編入され廃止。